# Anaïs Belouassa-Cherifi
Anaïs Belouassa-Cherifi (geb. 7. Februar 1995 in Thionville, Frankreich) ist eine französische Politikerin. Für die La France Insoumise (LFI) wurde sie bei den Parlamentswahlen von 2024 in das Französische Parlament gewählt.

## Leben
Anaïs Belouassa-Cherifi wurde 1995 in Thionville geboren. Belouassa-Cherifi hat algerische Vorfahren, ihr Großvater mütterlicherseits kam nach Frankreich, um in den Minen zu arbeiten. Sie spielteHandball und wirkte auch bei einer #metoo Bewegung mit. Sie hat eine Abschluss in Politikwissenschaften der Universität Lyon II.

### Politische Laufbahn
Anaïs Belouassa-Cherifi machte 2015 erste Erfahrungen bei der parlamentarischen Arbeit. Seit 2019 ist Belouassa-Cherifi in der Partei La France Insoumise. 2022 war sie Generalsekretärin des Wahlkampfs von Jean-Luc Mélenchon für die französische Präsidentschaftswahl. Bei den Wahlen zum Europäischen Parlament vom Juni 2024 war sie auf dem Listenplatz 35, mit welchem sie nicht gewählt wurde. Bei den französischen Parlamentswahlen vom Juli 2024 wurde sie dann aber gewählt.